# Ollarianus sexmaculatus
Ollarianus sexmaculatus är en insektsart som beskrevs av Rauno E. Linnavuori 1959. Ollarianus sexmaculatus ingår i släktet Ollarianus och familjen dvärgstritar. Inga underarter finns listade i Catalogue of Life.